# 新橋出入口

新橋入口

新橋出入口（しんばしでいりぐち）は、東京都中央区にあった東京高速道路のインターチェンジである。西銀座JCT・京橋JCT方面の出入口のみ設置されているハーフインターチェンジであった。

## 接続する道路
- 入口：東京都道316号日本橋芝浦大森線（昭和通り下り）
- 出口：御門通り

## 周辺
- 新橋駅
- 銀座8丁目
- 汐留シオサイト

## 隣
(D8)東京高速道路
汐留乗継所 - (1)新橋出入口 - (2)土橋入口